# Ascetoderes opacicollis
Ascetoderes opacicollis is een keversoort uit de familie knotshoutkevers (Bothrideridae). De wetenschappelijke naam van de soort werd in 1915 gepubliceerd door Karl Maria Heller.